# Museo árabe de arte moderno
El Museo árabe de arte moderno (Mathaf) (en árabe: متحف: المتحف العربي للفن الحديث) en Doha, Catar ofrece una perspectiva árabe sobre el arte moderno y contemporáneo y "apoya la creatividad, promueve el diálogo e inspira nuevas ideas".
El museo de 5,500 metros cuadrados (59.000 pies cuadrados), ubicado en un edificio del antiguo colegio de Educación de la Ciudad de Doha, cuenta con una colección de más de 6, 000 obras de arte que ofrece un panorama excepcional integral de arte árabe moderno, que representan las principales tendencias y lugares de producción que abarca desde los años 1840 hasta el presente. La colección fue donada por el jeque Hassan bin Mohamed bin Ali Al Thani de la Fundación Catar, y luego fue adquirida por Autoridad de Museos de Catar.